# Sydneyska opera
Sydneyska opera (eng. Sydney Opera House) je jedna od najpoznatijih građevina u Sydneyu (Australija), ali i svijetu. Zbog toga je 28. lipnja 2007. godine uvrštena na UNESCO-ov popis mjesta svjetske baštine u Australiji i Oceaniji. Zgradu opere izgradio je od 1959. do 1973. danski arhitekt Jørn Utzon. Sydneyska opera nalazi se blizu Sydneyskoga lučkoga mosta, te zajedno s njim i okolicom daje jednu prekrasnu sliku. Jedna je od najzaposlenijih koncertnih dvorana na svijetu s više od 1 500 izvedbi i više od 1,2 milijuna posjetitelja svake godine. U njoj djeluje više institucija kao što su: Australska opera, Australski balet, Sydneysko Kazalište i Sydneyski simfonijski orkestar. Ona je također i jedna od najvećih turističkih atrakcija u Australiji s više od 7 miilijuna posjetitelja godišnje od kojih oko 300.000 obavi detaljan obilazak s vodičem.

## Povijest
Mjesto na kojem danas stoji opera je nekada bilo mjesto na kojem se nalazila utvrda, koja je osim toga, bilo i skladište. Ovo mjesto je 1958. godine srušeno, da bi u ožujku 1959. godine, izgradnja opere napokon započela. Projekt izgradnje je bio podijeljen u tri faze: prva (1959. – 1963.) se sastojala u izgradnji gornjeg dijela podija, druga (1963. – 1967.) je podrazumijevala konstrukciju središnjih dijelova, tj. školjki, dok je treća faza (1967. – 1973.) bila namijenjena završnim radovima u unutrašnjosti Sydneyske opere.
Jørn Utzon je bio nesvjesno uvučen u političke intrige i dezinformirani novinari su ga na kraju prisilili da se povuče iz projekta prije dovršetka izgradnje 1966. god. Bio je optužen da je strašno podcijenio troškove izgradnje, koji su od izvornih 7 milijuna $, do 1973. porasli na 102 milijuna $ (što je više od 14 puta). To je porazno djelovalo na njegovu karijeru koja je stagnirala gotovo 20 godina. Sydneyska opera je s vremenom prepoznata kao Utzonovo remek-djelo i 20. najfotografiranija građevina stoljeća.

### Otvorenje Sydneyske opere
Sydneyska opera je svečano otvorena 20. listopada 1973. godine, deset godina nakon izvornog roka. Otvorila ju je australska Kraljica Elizabeta II. Otvaranje, koje je praćeno vatrometom i izvođenjem Beethovenove Devete simfonije su uživo prenosili razni mediji.

## Opis i izgled
Sydneyska opera je izgrađena u ekspresionističkom, modernom umjetničkom stilu, s nekoliko prethodno napravljenih velikih betonskih školjaka koje su formirale krov te opere. Opera pokriva 18.000 kvadratnih metara (1,8 hektara) zemlje. Također je dugačka 183 i široka 120 metara. Sydneyska opera leži na 580 postavljenih stupova koji su postavljeni na 25 metara ispod površine mora. Opskrbljuje se strujom čija je potrošnja jednaka potrošnji grada od 25 000 stanovnika. Krov opere je prekriven s 1 056 milijuna blistavo bijelih i krem-bijelih švedskih pločica, koje se povremeno održavaju i zamjenjuju.
Sydneyska opera ima pet kazališno-koncertnih dvorana, pet studija namijenjenih za izvođenje proba, dvije glavne dvorane, četiri restorana, šest barova kao i mnogobrojne prodavaonice suvenira.

## Vanjske poveznice
- Službena stranica
- Fotografije izgradnje  Arhivirana inačica izvorne stranice od 24. kolovoza 2006. (Wayback Machine)